# Antena fractal

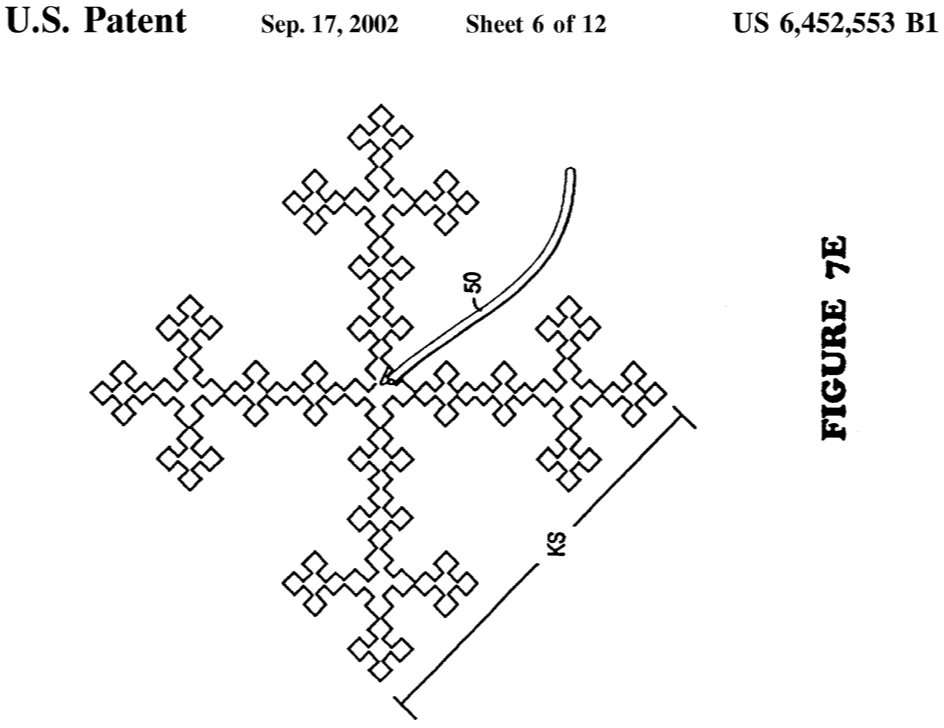
Fig.1 Exemple d'antena fractal

Antena fractal és una antena que empra les formes fractals per a maximitzar la distància o el perímetre amb el qual pot rebre o transmetreen un volum donat. Les antenes fractals són molt compactes i tenen una gran amplada de banda (multibanda). Sóm emprades en telefonia cel·lular i comunicacions de microones.

## Història
- Els primers dissenys d'antena fractal van ser creats per Nathan Cohen aleshores professor de la Universitat de Boston l'any 1988.
- Els primers dissenys foren publicats i patentats a partir del 1995.

## Característiques
- Dimensions més compactes.[cal citació]
- Major amplada de banda.